# Costureiras
Costureiras – en français Couturières – est un tableau réalisé par la peintre brésilienne Tarsila do Amaral en 1936 et 1950. De format horizontal, cette huile sur toile est une scène de genre représentant quinze femmes au travail dans un atelier de couture. Donation de Francisco Matarazzo Sobrinho, l'œuvre est conservée depuis 1963 au musée d'Art contemporain de l'université de São Paulo, à São Paulo.